# Princesse Niitabe
La princesse Niitabe (新田部皇女, Niitabe no himemiko), morte le 23 octobre 699 est la fille de l'empereur Tenji. Sa mère est dame Tachibana dont le père est Abe no Kurahashi Maro. Sa sœur ainée est la princesse Asuka.
Elle est l'épouse de l'empereur Tenmu, son oncle. L'un de ses fils, le prince Toneri, est promu à la cour impériale.

## Source de la traduction
- (en) Cet article est partiellement ou en totalité issu de l’article de Wikipédia en anglais intitulé « Princess Niitabe » (voir la liste des auteurs).